# Антуфьево (Пермский край)
Антуфьево — деревня в Бардымском районе Пермского края. Входит в состав Шермейской сельской территории.
По результатам переписи 2010 года численность населения составила 45 человек, в том числе 23 мужчины и 22 женщины.
В 2005 году численность населения составляла 67 человек.
Находится примерно в 23 км к востоку от центра села Барда.